# 12 and a Half Angry Men
12 and a Half Angry Men («12 c половиной разгневанных мужиков») — шестнадцатая серия одиннадцатого сезона мультсериала «Гриффины». Премьерный показ состоялся 24 марта 2013 года на канале FOX.

## Сюжет
Помощника мэра Адама Веста находят убитым, под подозрение попадает сам глава города, когда находятся доказательства попыток шантажирования жертвой Веста. Мэра отправляют на скамью подсудимых, когда все "за" и "против" выслушаны, судья просит присяжных (в числе которых Брайан, Питер, Гленн, Шимус, Консуэлла, Картер, Том Такер, Брюс, Морт, доктор Хартманн, Герберт и Карл) отправиться на обсуждение в комнату для вынесения вердикта.
Все выступают за то, что именно Адам Вест прикончил своего помощника, указывая на неопровержимые доказательства (записка от жертвы). И лишь только Брайан говорит о том, что, возможно, Адам Вест невиновен. Все злятся на Брайана, ведь всем уже хочется как можно скорее разойтись по домам. После продолжительного спора о подлинности записки от жертвы Брайан предлагает проголосовать заново, сам он воздерживается от голосования, говоря о том, что, в случае, если все проголосует за вину мэра, он присоединится к большинству. Но в этот момент с Брайаном соглашается Герберт, говорящий, что прекрасно знает, как это нелегко - противостоять остальным в одиночку.
Объявляется перерыв, во время которого Гленн срывается на Брайана, указывая ему на то, что он даже не может понять своё отношение к местному почтальону, он обвиняет его в том, что все они ещё здесь из-за него. Тем не менее, после перерыва Брайан продолжает отстаивать свою точку зрения, ставя под подозрение показание свидетельницы, которая в доме напротив участвовала в групповой секс-оргии, утверждая, что все видела из окна. Гленн не верит Брайану, он предлагает провести эксперимент, расставляя всех находящихся в комнате в примерные позы. Сделав все как надо, Гленн с ужасом обнаруживает, что свидетельница действительно не могла видеть происходящего в доме напротив: мнения присяжных разделяются пополам.
Том Такер продолжает настаивать на виновности мэра, аргументируя это отсутствием у Адама Веста усов. Доктор Хартманн (который носит усы) спрашивает у Такера, уважает ли тот его, но что Том, конечно же, соглашается. Но тут Хартманн срывает свои усы, и снова задаёт этот вопрос Такеру. Том подавлен, он признаёт невиновность Адама Веста. Оказывается, что Питер с самого начала не знал, о чём говорит, и настаивал на виновности мэра, но Гленн вовремя объясняет ему, что он неправильно понял смысл слов: теперь и Питер присоединяется к мнению большинства.
По прошествии ещё некоторого времени, выясняется, что 9 из 10 человек считают мэра Адама Веста невиновным, и лишь только Картер Пьютершмидт настаивает на виновности. Брайан пытается понять причину такого негативного отношения к мэру: выясняется, что однажды Адам Вест предал Картера. Пьютершмидт плачет и признаёт, что все-таки подозреваемый невиновен.
Адама Веста освобождают из под стражи, он даёт небольшую пресс-конференцию. Брайан с Питером возвращаются домой. Лоис гордится ими, и лишь только Стьюи говорит о том, что маньяк все ещё на свободе, он прикончил ещё восемь людей прошлой ночью, не исключая, что он может ворваться и к ним в дом. В этот момент в доме Гриффинов гаснет свет. Стьюи заявляет: "и.. мы мертвы".

## Рейтинги
- Рейтинг эпизода составил 2.6 среди возрастной группы 18-49 лет.
- Серию посмотрело порядка 5.16 миллиона человек.
- Серия стала самой просматриваемой в ту ночь "Animation Domination" на FOX, победив по количеству просмотров новые серии "Симпсонов", "Шоу Кливленда" и "Американского Папаши!"[1].

## Критика
- Кевин МакФарланд из A.V Club дал эпизоду оценку B-, поясняя: «Каждое действие в этом эпизоде происходило именно тогда, когда это надо было…» Он также похвалил воссоздание Гленном тех условий, в которых была свидетельница[2].
- Марк Траммел из TV Equals сказал: «Я не могу достоверно сказать, что «12 c половиной разгневанных мужиков» была прекрасной серий, но никакого смущения не было, я полагаю. Те, кто понял намёк из названия, уже знают, что основная сюжетная линия взята из классического фильма «12 разгневанных мужчин» - история, взятая за основу во многих фильмах.»[3]